# 立田恭三
立田 恭三（たつた きょうぞう、1985年5月2日 - ）は、読売テレビのアナウンサー。

## 来歴・人物
福岡県生まれで中学校入学と同時に大阪府豊中市に移る。血液型はAB型。豊中市立第九中学校、大阪府立箕面高等学校、関西学院大学社会学部社会学科卒業。卒業論文のテーマは「笑いの神を降臨させる方法」。
趣味は演劇観劇で、大学時代には関西学院大学の劇研究部「Theater-Hi-Wind」、踊る演劇小ネタ集団アトリエサンクス（2005年 - 2007年）に在籍し、多数の舞台出演や制作に携わる。大阪の芸能プロダクション「ホットオフィス」に所属し、本気で演劇の道に進もうと考え、退学したいと両親に相談するが、猛反対にあい、4回生進級時に休学。ホットオフィスとの契約も終了する。しかし所属していた劇団の集客が落ち込み、甘くないことを痛感し、就職活動を視野に半年後に復学する。
2009年、読売テレビに入社。入社時はバラエティ番組の制作志望だったため一般社員として入社したが、当時のYTV人事部長が森武史アナウンス部長に「アナウンサーで使えそうな奴がおるんだが」と立田の配置換えを相談し、森が「引き受けましょう」と答えたことから立田のアナウンス部配置換えが実現した。入社後、他部署からの異動によってアナウンサーとなるケースは、同局では異例のことである。8月に『ウキキの教えて先生!』の収録に初参加。その後、『24時間テレビ 「愛は地球を救う」』で奈良会場・もちいどのセンター街からの中継、『かんさい情報ネットten!』内コーナー「かんさい発掘! ニッポンの一番」のロケを経て、2009年9月19日、『NNNストレイトニュース』内のローカルニュースでニュースデビュー。
2009年12月、関西テレビのKT☆BOYSに対抗するため、本野大輔・五十嵐竜馬・山本隆弥と共に、「ytv まだまだボーイズ」を結成。
2013年10月27日に行われた第3回大阪マラソンに出場し、6時間24分12秒で完走した。
2014年4月14日、かねてから交際していた一般女性と結婚。
2015年12月30日、高校サッカーの全国大会 開会式直後に行われる開幕戦（駒澤大学高等学校対阪南大学高等学校）の実況に抜擢。読売テレビ史上初めての開幕戦実況者となった。
2020年9月28日より『朝生ワイド す・またん!』月曜・火曜のメイン司会に起用される。その後、2021年の8月30日からは全曜日に出演。すまたんのメインMCとして、番組の顔となった。すまたんのスタジオ内には、立田をモチーフにしたひよこのキャラクター「ピヨたつ」が数多く置かれている。グッズ展開もしており、作画は仲里カズヒロ（STUDIO POOL）によるものである。
2021年、シーズンを2位で終えた阪神タイガースのクライマックスシリーズ ファーストステージの第２戦の実況を担当。その際、 ロッテで現役引退を表明したばかりの鳥谷敬がゲスト出演。初めての解説だった鳥谷に対し、立田が、鳥谷の阪神監督の可能性について質問すると、鳥谷は「それは自分が決めることではないので。そういうお言葉をいただけるように、これからの人生を歩んでいきたい」と語り、将来的な監督就任に前向きな姿勢を初めて明かした。
2022年1月11日、発熱症状があったため新型コロナウイルスのPCR検査を受診したところ陽性と判明、同月12日、局が感染を発表した。この日の放送から当面の間『す・またん!』を休演、約2週間の療養を経て同月31日の放送回より復帰した。12日は諸國沙代子、13日は大野晃佳、14日は平松翔馬が代演（いずれも後輩の読売テレビアナウンサー）。
2022年、スーパー銭湯アイドル純烈の小田井涼平が脱退を表明した際、番組の企画ではあるが、純烈の新メンバーに立候補した。リーダー酒井一圭とメンバーの前で歌とダンスを披露しアピールしたが、新メンバーという形ではなく、関西での応援隊や盛り上げ役に相当する『なにわの純烈』の肩書きが与えられた。以降、純烈の箕面温泉スパガーデンや新歌舞伎座の公演など、たびたび舞台上に登場して、盛り上げ役として、一役買っている。

## 現在の担当番組
- 朝生ワイド す・またん! - 司会、芸能、スポーツ担当
  - 番組開始 - 2020年9月25日 スポーツキャスター（不定期）
  - 2020年9月28日 - 2021年3月26日 月・火曜日 - 司会、木・金曜日 - スポーツキャスター（週4回）
  - 2021年3月29日 - 8月27日 月 - 水・金曜日 - 司会（金曜日のみ森たけしとダブル司会）（週4回）
  - 2021年8月30日 - 現在 全曜日 - 司会（木・金曜日は森とダブル司会[11]）（週5回）
    - 2020年9月までは森が不在時には司会代理を務めることもあった。
- 情報ライブ ミヤネ屋（不定期で月曜日から水曜日の中継リポーターを担当。宮根誠司が夏期休暇時は代理総合司会を担当。）
- プロ野球・Jリーグなどのスポーツ中継 実況・リポーター
- アナウンサー向上委員会(2020年12月19日、26日、2021年1月2日)
- ツキいちanna（エンタメ情報コーナー担当、2021年10月28日 - ）
- 各種NNNニュース枠内ローカルニュース（不定期）

## 過去の担当番組
- ウキキの教えて先生!
- Jリーグ情報 関西☆蹴球! ナレーション
- スポーツNext KANSAI ナレーション
- かんさい情報ネットten! リポーター
- 大阪ほんわかテレビ リポーター
- 大阪マラソン2011（2011年10月30日、第1回大阪マラソンの生中継を組み込んだ特別番組、ランニングリポーター）ytvの番組ランナーと並走
- スカパー!（主に京都サンガFCのホームゲームを担当）
- 第94回全国高等学校サッカー選手権大会 全国大会開幕戦 実況
- あさパラ! ナビゲーター（2013年1月19日 - 2019年3月30日）
- クチコミ新発見!旅ぷら（2021年10月23日「京都・京北クチコミ旅（前編）」〈SP第1回〉・2021年10月31日「京都・宇治クチコミ旅（後編）」〈SP第2回〉・2022年1月15日「加賀・北陸（前編）」〈SP第5回〉・2022年1月22日「富山・北陸（後編）」〈SP第6回〉・2022年1月29日「和歌山・白浜」〈SP第7回〉）- ツアーコンダクター。 SP（不定期）版移行後となってから初出演、デヴィ夫人＆具志堅用高〈SP第1･2回〉、大久保佳代子＆島崎和歌子〈SP第5･6回〉、小沢一敬〈SP第7回〉と共演。

## 出演映画
- ALWAYS 三丁目の夕日'64（2012年、東宝）- 菊池孝太郎の同僚 役
- 劇場版 転生したらスライムだった件 紅蓮の絆編（2022年）-間者 役